# Tinggården
Tinggården – duński spółdzielczy projekt mieszkaniowy (potocznie też nazwa osiedla), zlokalizowany w Herfølge, na południe od Kopenhagi.

## Historia
Zespół mieszkaniowy został zrealizowany w latach 1977-1979, jako eksperymentalny projekt urbanistyczny. Składa się z 80 mieszkań umieszczonych w sześciu zgrupowaniach domów, z których każde ma po około 15 gospodarstw domowych. Każde z sześciu zgrupowań jest zorganizowane wokół lokalnego skweru ze wspólnym domem komunalnym. Oprócz tego istnieje centrum dla całego osiedla.

## Charakterystyka
Celem powstania projektu było stworzenie osiedla mieszkaniowego, które w pełni odpowiadałoby ludzkiej skali postrzegania zmysłowego. Eliminowałoby konieczności dojazdów, zachęcało do spotkań w kameralnych warunkach, wykluczało puste przestrzenie niczyje, zachęcało do dbałości o przestrzenie wspólne (półprywatne i półpubliczne), a także tworzyło chętną do współdziałania, demokratyczną społeczność. Zespół był owocem współpracy architektów (Tegnestuben i Vandkunsten) oraz przyszłych mieszkańców. Zastosowane zróżnicowane materiały budowlane o zmiennej fakturze i barwach. 
Każda z rodzin ma do dyspozycji przestrzeń prywatną (mieszkania), wspólną dla małej grupy (plac wewnątrz grupy mieszkań z budynkiem komunalnym) i wspólną dla całego osiedla (główna ulica wraz z centrum usługowym). W mieszkaniach spotykają się rodziny, w grupie domostw - najbliżsi sąsiedzi, a na ulicy cała społeczność dzielnicy. Nigdzie nie trzeba dojeżdżać samochodem, co powoduje znaczące zwiększenie interakcji między mieszkańcami.
Obecnie Tinggården jest licznie odwiedzane przez architektów, urbanistów i turystów, jako przykład planowania miejskiego dostosowanego do skali postrzegania jednostki ludzkiej.